# Marin Constantin
Marin Constantin (né le 27 février 1925 à Urleta et mort le 1er janvier 2011) est un chef d'orchestre et compositeur roumain, gagnant d'un prix de musique.

## Biographie
Marin Constantin est né à Urleta dans le județ de Prahova en Roumanie. En 1963, il fonde le chœur de chambre Madrigal, qu'il dirige jusqu'à sa mort. Il est reconnu pour sa connaissance de la musique de la Renaissance, la musique baroque, le chant grégorien et la musique traditionnelle roumaine.
De 1966 à 1969, il dirige l'Opéra national de Bucarest.
En 1992, il est nommé « ambassadeur de bonne volonté » de l'UNESCO.